# Hudson K. Tannis
Hudson K. Tannis (* 1928; † 2. August 1986) war ein Politiker der Saint Vincent Labour Party (SVLP) aus St. Vincent und den Grenadinen.
Nach Erlangung der Unabhängigkeit war er von 1979 bis 1984 der erste Außenminister seines Landes. Nachdem die SVLP die Wahlen 1984 verloren hatte und Robert Milton Cato durch James Fitz-Allen Mitchell als Premierminister abgelöst wurde, zog sich Cato aus der Politik zurück und trat von seinem Amt als Vorsitzender der SVLP zurück, das am 22. Januar 1985 von Tannis übernommen wurde.
Tannis kam am 2. August 1986 bei einem Flugzeugabsturz ums Leben.